# Bernhard H. Bayerlein
Bernhard H. Bayerlein (nascido em 1949, em Wiesbaden, Hesse) é um professor, historiador e investigador sénior honorário alemão da Universidade de Ruhr em Bochum. A sua obra inclui o estudo do comunismo transnacional, a história dos movimentos sociais, políticos e culturais, e do movimento operário, assim como estudos portugueses e espanhóis e política comparada, incluindo o semipresidencialismo.